# Современный стоицизм
Совреме́нный стоици́зм — интеллектуальное движение, начавшееся в конце XX века, направленное на возрождение практики стоицизма. Его не следует путать с неостоицизмом, аналогичным явлением XVII века. Термин «современный стоицизм» охватывает как возрождение интереса к стоической философии, так и попытки приспособить античный стоицизм к языку и концептуальным рамкам настоящего. Возникновение современного стоицизма привлекло внимание международных средств массовой информации примерно с ноября 2012 года, когда была организована первая Ежегодная стоическая неделя.

## Возрождение в XXI веке
Доктор философии, специалист по античной философии Университета Торонто Брэд Инвуд (англ. Brad Inwood), автор более 30 статей о стоицизме, определяет современный стоицизм как «устойчивое философское движение, вдохновляющее людей в двадцать первом веке, заставляющее переосмысливать и организовывать свою жизнь для достижения личного удовлетворения». Современный западный стоицизм делает упор на «философию как образ жизни» и предлагает основной набор принципов, позволяющих справиться с испытаниями и невзгодами повседневной жизни.
Распространение современного стоицизма инициировала группа британских психологов и учёных, которая с 2012 года проводит мероприятия на стоическую тематику. Организация Modern Stoicism Ltd., пропагандирующая современный стоицизм в виде философии личной этики, зарегистрирована в Великобритании как некоммерческая компания, работает на добровольной основе (членство в организации платное). С 2013 года компания проводит Неделю стоиков (англ. Stoic Week), которая проходила в Лондоне, Нью-Йорке, Торонто и Афинах. В 2020—2021 годах в связи с пандемией организовано мероприятие Stoicon онлайн. По темам, связанным с философией современного стоицизма, проходят международные конференции с привлечением комиков-стоиков и учёных из разных университетов Канады, Великобритании и США.
Стэнфордская философская энциклопедия определяет стоицизм как «философию не об интересном времяпрепровождении или о конкретной области знаний, а как руководство к образу жизни», поскольку стоики «определяют философию как вид практики или упражнения». В обширном обзоре выдвигается несколько постулатов на основе сравнения академической философии и «стоицизма в целом в современном понимании»:
- Понятие свободы: «только мудрый стоик действительно свободен. Все остальные рабы».
- Большинство привязанных ко времени высказываний, которые выражены словами, имеют вечную ценность истинности.
- Критерий истины: «существует абсолютное различие между мудрыми и невежественными», «мудрец-стоик никогда не совершает ошибок» и «если мы достаточно дисциплинированы, мы сможем избежать ошибок».
- «Жизнь в согласии с природой» предназначена для работы на разных уровнях, «счастье состоит в рациональном выборе вещей в соответствии с природой».
- Нет места конфликту между долгом и счастьем, если последнее рассматривается исключительно с точки зрения удовлетворения наших желаний.

По мнению профессора философии Нэнси Шерман античная философия стоицизма современными стоиками рассматривается больше как психотерапевтическая практика. Философия, по её мнению, превратилась в современном мире в «эгоцентричный поп-стоицизм и мега-индустрию, которая процветает на рынке». Она обращает внимание на неверное толкование философии стоицизма, которое в современном понимании не столько философия, сколько набор премудростей для преодоления беспокойства, медитаций для сдерживания гнева, упражнений для обретения тишины и спокойствия, тогда как «это ни в коем случае не суть философии стоицизма».
По мнению философа, взгляд, сфокусированный на себе, упускает из виду сделанный древним стоицизмом акцент на процветании общества как сообщества социальных «я», связанных локально и глобально. Шерман отсылает людей, пытающихся следовать стоицизму в XXI веке, к высказыванию Сенеки: «Давайте развивать нашу человечность», которому неизменно следовали стоики, призывая к поиску силы в общей человечности и направляя её на помощь не себе, а группе. Философия стоицизма заключается в том, что она направляет людей к раскрытию собственного потенциала через разум, сотрудничество и самоотверженность.
В начале XXI века в проект «Стоицизм сегодня» стали активно привлекать британских историков, психотерапевтов и философов, отметивших положительные стороны древней философии. Так, Марта Нуссбаум отмечает, что рассуждения стоиков об эмоциях обладают «тонкостью и убедительностью, непревзойденной в истории западной философии». Движение значительно выросло в западных странах, проявляя себя в многочисленных статьях самых уважаемых изданий, блогах, онлайн-платформах, посвящённых конкретным вопросам и направлениям стоицизма в современном мире, поддерживаемых различными организациями (например, Университетом Эксетера) и социальными сетями.
Массовое возрождение стоицизма продолжилось в Интернете, в философских клубах и книжных магазинах благодаря книгам Алена де Боттона, Уильяма Ирвина, Оливера Беркмана и Райана Холидей. Стоицизм оказался особенно популярным среди американских военных, предпринимателей, комиков и спортсменов.
Основатель Бристольского философского клуба и почётный научный сотрудник Центра истории эмоций Лондонского университета королевы Марии, автор многочисленных статей о проекте Modern Stoicism and Stoic Week Жюль Эванс (англ. Jule Evans) отмечает, что основная идея современного стоицизма — это терапевтическая идея о том, что «не события, а наше мнение о событиях причиняют нам страдания» (Эпиктет). Человек не может контролировать или изменять внешние события, не зависящие от него, но он может контролировать своё мнение или отношение к нему, так как «самая важная основа хорошей и счастливой жизни не деньги, слава, власть или удовольствие, а хороший характер».
Он называет современный стоицизм «картонным» и считает, что в отличие от осознанности, современный стоицизм частично процветает за счёт отказа от метафизики и сосредоточенного внимания на этике, так как основная идея стоиков строится на том, «что Вселенная представляет собой сеть взаимосвязанного сознания». Современный стоицизм, по его мнению, может превратиться в «токсичную политическую идеологию „засасывания“» и окажется «большой грязной палаткой». Вместе с этим он отвергает «яростную идеологическую согласованность», приветствуя «дружбу и практику» как новый вид дружбы между теистами и атеистами.
В России интеллектуальная традиция Древней Греции пока не получила широкого распространения, лишь немногие сайты Интернета рассказывают о «фундаментальных истинах» и «главных упражнениях для современных стоиков», в основном, в блогах; русскоязычных западных интернет-изданиях, переводах статей, укладывающих философию стоицизма в «3 основных принципа», в «10 принципов», и в отрывках из книг.
Школа НИУ ВШЭ публикует на Youtube лекции о современном стоицизме кандидата философских наук, доцента Кирилла Мартынова. Комментаторы отмечают «ряд грубых фактических ошибок в изложении, касательно учения стоиков, так и его интерпретаций».
Московское отделение проекта «Стоическое братство» (англ. Stoic Fellowship) некоммерческой организации, зарегистрированной в США, перепечатывает сведения из западных интернет-изданий на платформе «Сигма». Неостоицизм XXI века продвигается некоторыми журналистами и предпринимателями .
А. С. Павлов отмечает, что современный стоицизм, представляя собой «каркас разумного уравновешенного поведения», «не сообщает ничего нового о мире и, как следствие, оказывается недостаточным для построения целостного мировоззрения».

## Основы

### Философия
Современный стоицизм возник как часть всплеска интереса к этике добродетели в конце XX века. «Работы […] философов, таких как Филиппа Фут, Аласдер Макинтайр и Марта Нуссбаум, среди прочих, вернули этику добродетели как жизнеспособную альтернативу доминирующим кантианским — деонтологическим и утилитарным — консеквенциалистским подходам». Современный стоицизм опирается на всплеск публикаций научных работ по античному стоицизму в конце XX — начала XXI века. Кроме того, современное движение стоицизма уходит своими корнями в работу доктора Альберта Эллиса, который разработал терапию рационального эмоционального поведения, а также Аарона Т. Бека, которого многие считают отцом ранних версий когнитивно-поведенческой терапии. Виктор Франкл, находясь в заключении в нацистском концлагере во время Второй мировой войны также нашел стоицизм полезным; позже он разработал свою теорию, известную как логотерапия.
По словам американского философа Лоуренса Беккера, «интересно попытаться представить, что могло бы случиться, если бы стоицизм имел непрерывную двухтысячелетнюю историю; если бы стоикам пришлось противостоять Бэкону и Декарту, Ньютону и Локку, Гоббсу и Бентаму, Юму и Канту, Дарвину и Марксу». Или, как более кратко выразился Массимо Пильуччи, «стоит задуматься о том, что значит быть стоиком в 21 веке».
Первой крупной работой, в которой были изложены ключевые предпосылки современного стоицизма, возможно, была книга Лоуренса Беккера «Новый стоицизм», впервые опубликованная в 1997 году.

### Психология и психотерапия
Стоицизм стал философским обоснованием для современной когнитивной психотерапии, в частности, для рационально-эмоциональной поведенческой терапии доктора Альберта Эллиса (REBT), основного предшественника КПТ. Руководство по когнитивной терапии депрессии, составленное Аароном Т. Беком с соавторами утверждает: «Философские истоки когнитивной терапии восходят к философам-стоикам». Известная цитата из Энхиридиона Эпиктета Enchiridion of Epictetus была преподнесена большинству клиентов во время начального сеанса традиционного REBT Эллисом и его последователями: «Нас расстраивают не события, а наши суждения о событиях». Впоследствии это стало общим элементом на этапе социализации многих других подходов к КПТ. Вопрос о влиянии стоицизма на современную психотерапию, особенно на РЭПТ и КПТ, был подробно описан в «Философии когнитивно-поведенческой терапии» Дональда Робертсона. Более того, несколько психотерапевтов начала XX века находились под влиянием стоицизма, в первую очередь школа «рационального убеждения», основанная швейцарским неврологом и психотерапевтом Полем Дюбуа, который в своей клинической работе в значительной степени опирался на стоицизм и поощрял своих клиентов изучать отрывки из Сенеки Младшего. в качестве домашних заданий.

### Общественное движение
Современное движение стоицизма в значительной степени опирается на глобальные социальные сети и онлайн-сообщества. Как выразился Э. О. Скотт: «Современный стоицизм — это действительно феномен Веб 2.0».

## Различия между современным и античным стоицизмом

### Проблемы с обращением к природе
Древние стоики считали неоспоримым догматом, что для хорошей жизни нужно жить в согласии с природой. Согласно древним стоикам, природа по определению была добром, и все, что соответствовало природе, считалось добром. Более того, древние стоики обладали телеологическим взглядом на мир, то есть считали, что все во вселенной целенаправленно и рационально организовано для достижения хорошего результата. Однако в настоящее время придерживаться этой точки зрения гораздо труднее. По словам Беккера, «наука бросила серьёзный вызов нашим [стоическим] метафизическим воззрениям»:3. Представление о рациональной организации мира в XXI веке кажется гораздо более сомнительным, чем два тысячелетия назад. «Когда мы сталкиваемся со вселенной, — пишет Беккер, — мы сталкиваемся с её безразличием к нам и нашей собственной незначительностью по отношению к ней. Она не обращает на нас никакого внимания и не имеет никакой цели для нас» :11. Ещё более насущные вопросы возникают, когда мы сталкиваемся с нашей собственной историей геноцида, зверств и убийств. Это основные вызовы древнему стоическому взгляду на мир как на разумное и по сути хорошее место.
Аналогичная проблема возникает с человеческой природой (в отличие от природы Вселенной в целом). Идея «следовать своей человеческой природе» также вызывает серьёзные вопросы. Как описывает это Беккер, «естественно» найти эти [определяющие] черты в человеческом характере и поведении, но столь же естественно найти значительное количество исключений. В результате ни одна из этих характеристик не укладывается в наиболее известные формы этического аргумента. В этом ключе «следование человеческой природе» не дает никаких конкретных результатов или руководящих принципов поведения. В целом, это одна из центральных проблем современного стоицизма: в XXI веке гораздо труднее обосновать наши этические принципы «природой», будь то универсальная, космическая природа или особая человеческая природа.

### Добродетель, свобода выбора, счастье
Беккер строит свое прочтение стоической этики вокруг концепции свободы воли или через «идеальное агентство», как он это называет. Это можно охарактеризовать как веру в «изначальный примат добродетели с точки зрения максимизации своей свободы воли». Это агентство понимается в терминах «баланса контроля и стабильности» и действует с учётом всех обстоятельств, то есть после получения максимально подробной информации о фактах, насколько это возможно. С этой точки зрения счастье также объясняется и достигается через свободу воли. «Мы считаем, что счастье в понимании зрелых и подходящих агентов является свойством всей жизни, а не приходящего психического состояния. Мы считаем, что это достижимо только за счет надлежащего баланса стабильности и контроля при осуществлении свободы воли». Счастье в жизни является психологическим следствием здоровой свободы воли […] Жизнь мудреца- стоика наполнена таким счастьем как следствие добродетели".

### Степени добродетели
В версии стоицизма Беккера ставятся под сомнение несколько догм древнего стоицизма. Например, традиционное стоическое понимание добродетели подвергается сомнению по принципу «все или ничего». В ортодоксальном античном стоицизме человек был либо совершенным мудрецом, либо вовсе не мудрецом, не было золотой середины или чего-то среднего. Древняя стоическая добродетель не допускает степеней. Беккер предлагает более мягкий и более тонкий подход.

### Стремление к универсальности
Другая догма древних стоиков, которая иногда подвергается сомнению в современном стоицизме, — это идея о том, что врата стоической философии открыты для всех и что стоическая жизнь определённо является лучшим вариантом для каждого человека. Современные стоики с этим не согласны.

### Стоицизм против аристотелизма
С ортодоксальной древней стоической точки зрения нет абсолютно никаких условий для начала стоической жизни. Стать мудрецом можно независимо от обстоятельств: будь то бедность, болезнь, физические невзгоды и так далее. Этот вопрос традиционно был основным отличием стоиков от перипатетиков, считавших, что для развития добродетели необходимо определённое количество внешних благ.

### Дихотомия контроля
Важной концепцией древнего стоицизма является различие между вещами, находящимися под контролем индивида и независящими от него. Хотя эта концепция полностью принята многими современными стоиками, некоторые интерпретируют её по-новому. Например, Беккер предлагает следующий вариант: «разумно калибровать силу, глубину и распространение нашей привязанности к хрупкости и быстротечности задействованных объектов».

### Аскетизм и отречение
Современный стоицизм не имеет единой позиции в отношении аскетических элементов стоицизма и в определении отношения мудреца к обычным радостям жизни. Беккер упоминает «замешательство как среди стоиков, так и среди их критиков» и «ложное представление о том, что стоический идеал — это жизнь, лишенная обычных удовольствий секса, еды, питья, музыки, богатства, славы, друзей и так далее». Согласно Беккеру, эта путаница происходит потому, что «стоики иногда заявляли, что для мудреца эвдемония каким-то образом заменяет обычное счастье». Станкевич выступил против «неверного истолкования аскетов», заявив, что «стоицизм — это не аскетизм, а стоик — не монах. Предложение стоиков гораздо шире и выходит далеко за рамки узкого аскетического пути». Таким образом, «мы [современные стоики] должны пользоваться разнообразием жизни, и мы должны жить и процветать в этом мире, принимая его таким, какой он есть. В отличие от монаха, стоик не уклоняется от множества различных аспектов земной и чувственной жизни».